# Uddingston
Uddingston ist eine Ortschaft im Nordwesten der schottischen Council Area South Lanarkshire beziehungsweise in der traditionellen Grafschaft Lanarkshire. Sie liegt rund zehn Kilometer südöstlich des Zentrums von Glasgow am rechten Clyde-Ufer. Zu den umliegenden Ortschaften zählen Viewpark, Bothwell und Bellshill.

## Geschichte
Uddingston entwickelte sich ab dem 18. Jahrhundert. Die Ortschaft besaß das Marktrecht und war auf Grund ihrer Lage im Glasgower Umland Wohnort von Kaufleuten. Des Weiteren wurde in Uddingston Kohle abgebaut.

## Verkehr
In der Vergangenheit kreuzten sich in Uddingston zwei wichtige Straßen. Die Kreuzung trug maßgeblich zur Entwicklung der Ortschaft bei. So führte ab 1787 die Kutschroute zwischen Glasgow und Carlisle über die nahegelegene Bothwell Bridge. Heute sind innerhalb weniger Kilometer sind die A721, die A723, die A724 sowie die A725 erreichbar. Die M74 tangiert Uddingston im Norden und Osten.
Ende der 1840er Jahre erhielt Uddingston einen Bahnhof der Caledonian Railway. Hierzu wurde der Uddingston Viaduct über den Clyde erbaut, der heute Teil der West Coast Main Line zwischen Glasgow und London ist. Der Bahnhof wird bis heute als Nahverkehrshalt betrieben. Die Haltestelle Uddingston Cross bildete einst die südöstliche Endstation des elektrifizierten Glasgower Straßenbahnnetzes.

## Persönlichkeiten
- John Guthrie Brown (1892–1976), Bauingenieur
- Alex Lowry (* 2003), Fußballspieler